# 森瑟河
46°54′22″N 7°14′02″E / 46.90618°N 7.23378°E

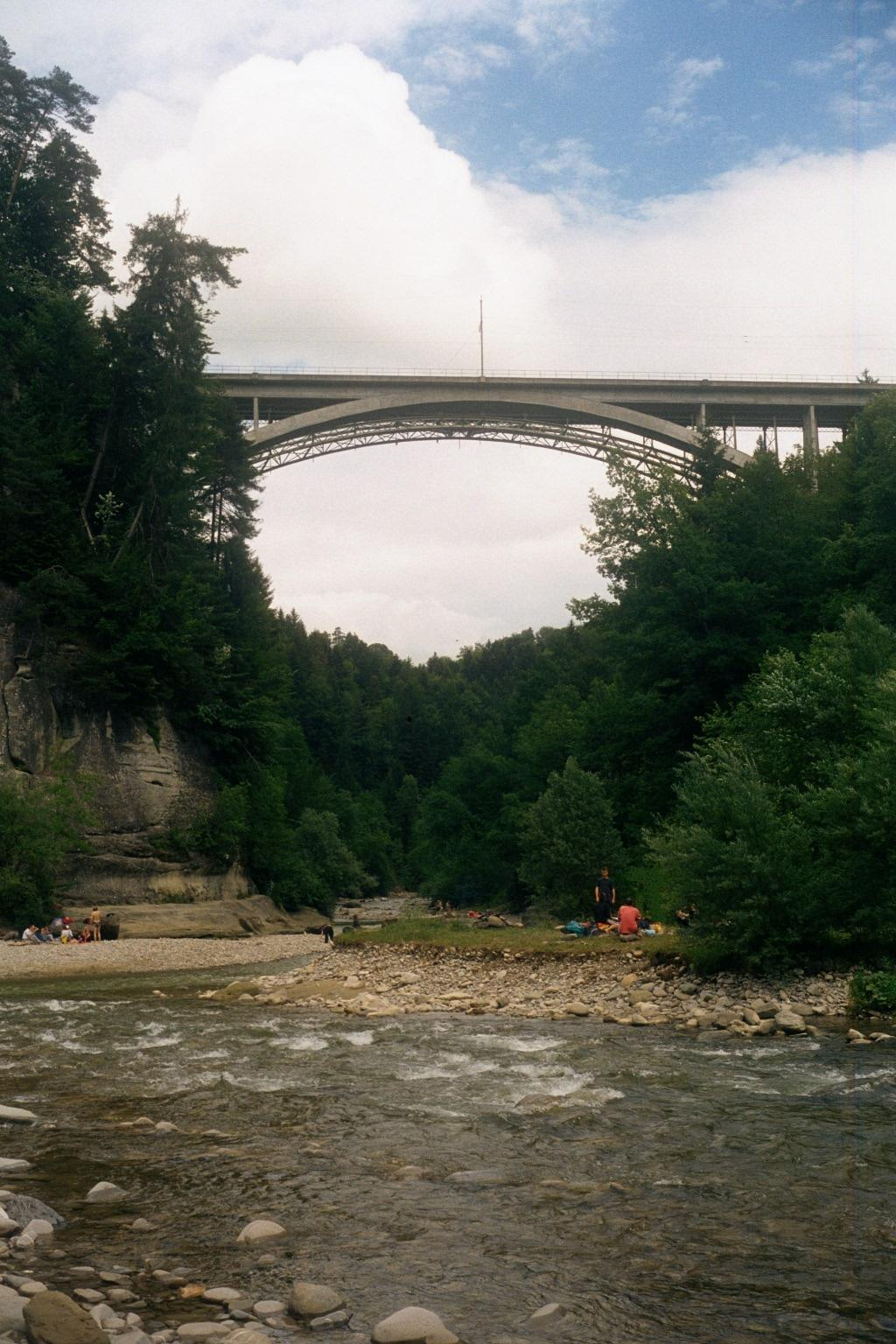

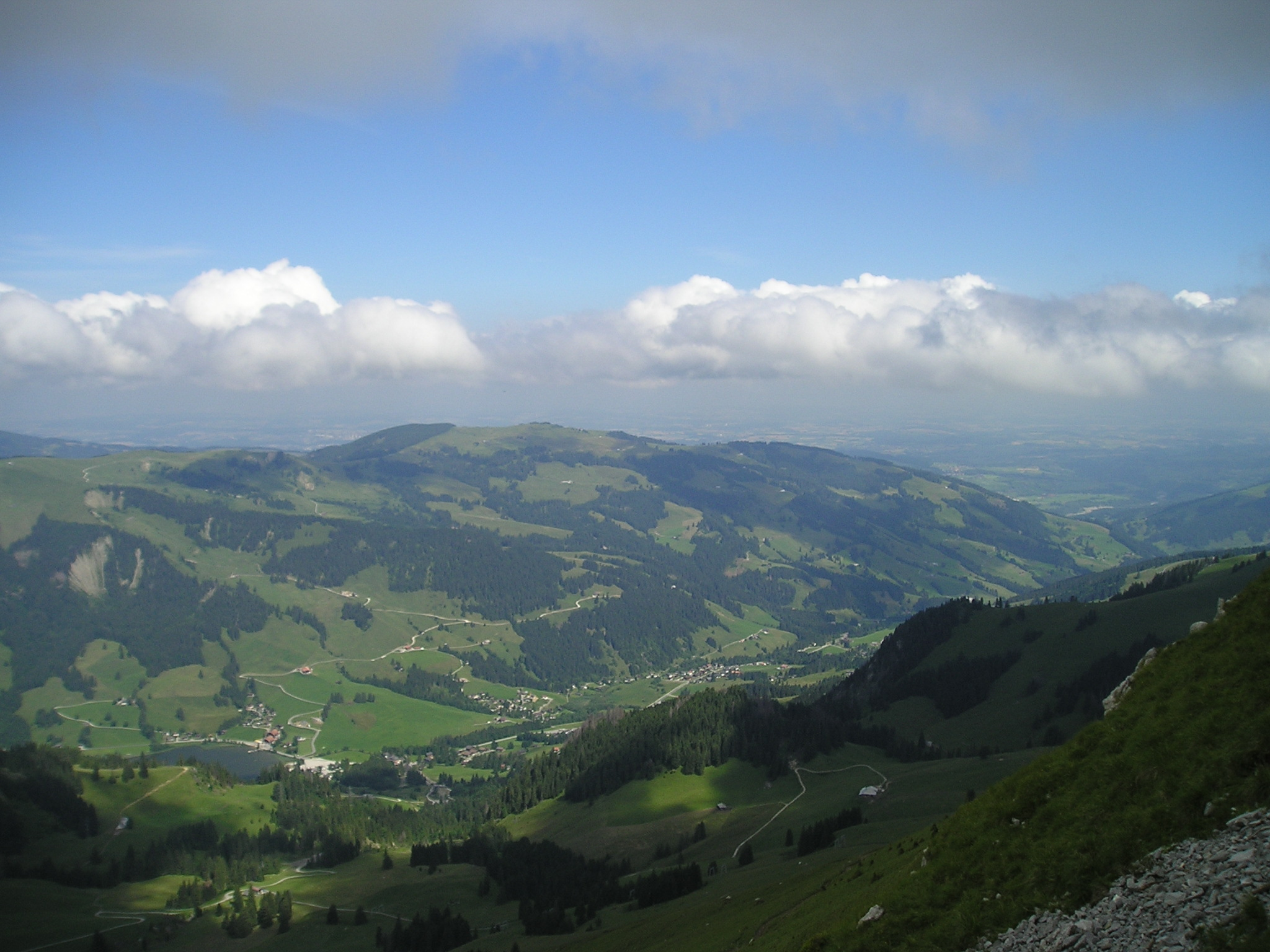

森瑟河（德語：Sense）是瑞士的一条河流，位於該國中西部，流經伯恩州和弗里堡州，屬於薩訥河的右支流，河道全長36公里，流域面積434平方公里，河口處在勞彭。